# Jaron Verlag
Der Jaron Verlag ist ein deutscher Verlag mit Sitz in Berlin. Der Schwerpunkt liegt auf Büchern aus und über Berlin sowie die ostdeutschen Bundesländer.

## Geschichte
Der Jaron Verlag wurde 1996 von Norbert Jaron gegründet. Seither agiert er als unabhängiger Verlag, insbesondere mit touristischen Büchern mit einem Fokus auf Berlin.
Im November 2021 übernahm der promovierte Historiker, Autor und Zeitschriftenredakteur Arnt Cobbers den Jaron Verlag mit allen Rechten. Er arbeitete bereits seit der Gründung mit dem Verlag als Autor zusammen.
Am 22. September 2023 wurde der Jaron Verlag von der Kulturstaatsministerin Claudia Roth mit dem Deutschen Verlagspreis ausgezeichnet.
Anfang 2024 übernahm der Jaron Verlag vom zur Funke Mediengruppe gehörenden Reiner H. Nitschke Verlag die Zeitschrift FONO FORUM. Cobbers war von 2015 bis 2020 Chefredakteur des Musik-Magazins und hat diese Funktion seit der Ausgabe 02/24 des Heftes erneut inne.
Der Verleger meint dazu: „Die Übernahme des FONO FORUMs ist für mich eine echte Herzenssache. Das FONO FORUM ist das letzte Kaufheft in Deutschland, das die ganze Bandbreite der Klassik abdeckt, und, dank der journalistischen und fachlichen Kompetenz der Autoren, eines der wichtigsten Klassik-Magazine der Welt. Ich freue mich, dass ich die Chance bekomme, diesen Schatz zu erhalten und mit neuen Ideen in die Zukunft zu führen – wobei die Kopplung mit den auflagenstarken Klassik-Jahreszeiten ganz neue Möglichkeiten eröffnet. Ich glaube nach wie vor an die Zukunft von Print-Magazinen.“

## Verlagsprogramm
Der Jaron Verlag spezialisiert sich auf Bücher aus und über Berlin sowie auf die ostdeutschen Bundesländer. Es erschienen Romane, Krimis, Bildbände und Sachbücher sowie Regionalführer aller Art für Touristen und Einheimische. Auch Publikationen über Street Art, Architektur und Musik finden sich im Portfolio.
Seit 2022 werden innerhalb der Reihe „Berlin-Bibliothek“ in Vergessenheit geratene Bücher mit einem Fokus auf Berlin neu verlegt. Zum 1. Dezember 2024 wurde der Pharus-Plan vom Jaron Verlag übernommen.